# Duberria
Duberria Fitzinger, 1826 è un genere di serpenti della famiglia Lamprophiidae.

## Tassonomia
Comprende le seguenti specie:
- Duberria lutrix (Linnaeus, 1758)
- Duberria shirana (Boulenger, 1894)
- Duberria variegata (Peters, 1854)
- Duberria rhodesiana(Broadley, 1958)